# Citoyens 60
Citoyens 60 est la revue du mouvement La Vie nouvelle, créée en 1960 par André Cruiziat. La Vie Nouvelle est créée 13 ans auparavant, en 1947.

## Histoire
Elle s’appelait à l’origine Citoyens 1960, cahiers d’éducation politique, économique et sociale. Jacques Delors la dirige jusqu'en 1965. 
Depuis 1980, Citoyens 60 est devenu Citoyens, cahiers d'éducation populaire, philosophique et spirituelle. Aujourd’hui sa parution est quadri-annuelle.